# Eublaberus distanti
Eublaberus distanti es una especie de insecto blatodeo de la familia Blaberidae, subfamilia Blaberinae.

## Distribución geográfica
Se pueden encontrar en Brasil, Colombia, Costa Rica, Guatemala, Guayana Francesa, Guyana, Panamá, Trinidad y Tobago y Surinam.

## Sinónimos
- Blaberus distanti Kirby, 1903.
- Blaberus biolleyi Rehn, 1905.